# Helga Vlahović
Helga Vlahović (Zagreb, 28 de janeiro de 1945 – 27 de fevereiro de 2012) foi uma jornalista, produtora e apresentadora de televisão croata, cuja carreira se estendeu por cinco décadas. Ela foi uma das apresentadores de televisão mais populares na década de 1980.
Devido à sua vasta experiência em programação musical, e bom inglês, ela foi escolhida, junto com Oliver Mlakar, para sediar o Eurovision Song Contest no ano de 1990 em Zagreb após vitória da Iugoslávia em 1989.
Em 2009 Vlahović foi diagnosticada com câncer de endométrio. No início de 2012, foi relatado que sua condição piorou e ela foi hospitalizada. Morreu em 27 de fevereiro de 2012.